# Kaselya
Kaselya ist ein Verwaltungsbezirk (englisch Ward) des Distrikts Iramba in der tansanischen Region Singida.

## Geografie
Kaselya ist ein Bezirk im nördlichen Zentralteil von Tansania etwa 30 Kilometer Luftlinie nordwestlich der Regionshauptstadt Singida. Der Bezirk grenzt im Norden an Tumuli, im Osten an Irisya und Sepuka, im Süden an Ndulungu und im Westen an Mbelekese. Bei der Volkszählung 2022 lebten 12.876 Menschen in 2411 Haushalten auf einer Fläche von 137 Quadratkilometern.

## Gliederung
Der Bezirk besteht aus drei Gemeinden (swahili Mtaa) mit 17 Orten (Kitongoji):
| Kaselya - Msemembo - Mnadani - Madukani - Zanzibar - Mpambaa - Msisi - Izengalangulu | Nsonga - Kipimbi - Mikoroshoni - Imalamakuo - Mwembeni A - Kati | Mugungia - Ugai - Dala Juu - Dala Kati - Msisi - Mwandu |

## Wirtschaft und Infrastruktur
- Landwirtschaft: Im Jahr 2015 wurden im Bezirk 7000 Rinder, 4000 Ziegen und 2000 Schafe gehalten.[8]
- Bildung: Die Kaselya Secondary School ist eine staatliche weiterbildende Schule für rund 150 Mädchen und Burschen bis zur 4. Stufe.[9]
- Gesundheit: In den Gemeinden Kaselya und Nsonga befindet sich je eine staatliche Apotheke.[10][11]